# Целлер, Эдуард
Эдуард Готтлоб Целлер (нем. Eduard Gottlob Zeller; 22 января 1814, Клейнботвар, близ Штутгарта — 19 марта 1908, Штутгарт) — немецкий историк философии, протестантский богослов и философ. Известен как автор выдающегося труда «Философия греков в её историческом развитии» (1844—52).

## Биография
Родился в семье чиновника самым младшим ребёнком в многодетной семье. С 1831 года он изучает теологию и философию в Тюбингенской богословской семинарии при университете. За выпускную работу о «Законах» Платона он получает учёную степень в 1836 году. В 1840 году становится приват-доцентом. Профессор в Берне (с 1847), Марбурге (с 1849), Гейдельберге (с 1862), Берлине (1872—1895). С 1895 г. в отставке.
Будучи представителем Тюбингенской школы, применял метод историческо-критического антиковедения.
Автор классического труда «Философия греков в её историческом развитии» («Die Philosophie der Griechen in ihrer geschichtlichen Entwicklung», Tl 1-3, Tübingen, 1844—1852).

## Произведения
- «Очерк истории греческой философии» (нем. Die Philosophie der Griechen in ihrer geschichtlichen Entwicklung 1856—1868, 1876—1882)
- «Политика в её отношении к праву» (нем.  Die Politik in ihrem Verhältniss zum Recht 1868)
- «Государство и церковь» (нем. Staat und Kirche 1873)
- «Дэвид Фридрих Штраус. Очерк о жизни и трудах» (нем.  David Friedrich Strauss in seinem Leben und seinen Schriften 1874)
- «О телеологическом и механическом объяснении природы в его приложении к мировому целому» (нем. Über teleologische und mechanische Naturerklärung 1876)
- «О происхождении и сущности религии» (нем. Ueber Ursprung und Wesen der Religion 1877)
- «Об измерении психических явлений» (нем. Über die Messung psychischer Vorgänge 1881)
- «Об основаниях нашей веры в реальность внешнего мира» (нем.  Über die Gründe unseres Glaubens an die Realität der Außenwelt 1884)

Работы, изданные в русском переводе
- Обозрение философской деятельности Платона и Сократа. По Целлеру. Составил А.Клеванов. М., 1861.
- Очерк религии и философии римлян. По Целлеру, Деллингеру и др. Киев, 1881.
- Гимназия и университет [К вопросу о школьной реформе]. Пер. с немецкого Г. А. Валькера. Киев, 1893.
- Очерк истории греческой философии. С 9 немецкого издания, редактированного Ф. Лорцингом. Перевёл С.Л. Франк. М., Русская мысль, 1912.
- Кантовский принцип морали и противоположность формальных и материальных принципов морали // Новые идеи в философии. СПб., 1914. № 14. С. 1—40.
- Очерк истории греческой философии. М., 1996.
- История философии, её цели и пути (1888)/ Пер. М. Вырской // Логос.- 2006.- № 1 (52).- С. 103—108.